# Samson Kitur
Samson Kitur (ur. 25 lutego 1966 w Moiben w Prowincji Rift Valley, zm. 25 kwietnia 2003 w Ziwa w hrabstwie Uasin Gishu) – kenijski lekkoatleta specjalizujący się w biegu na 400 metrów. Medalista olimpijski z Barcelony oraz olimpijczyk z Atlanty.
Lekkoatletykę uprawiali z powodzeniem jego dwaj starsi bracia – David oraz Simon.

## Osiągnięcia
- 2 medale Igrzysk Wspólnoty Narodów (Auckland 1990, złoto w sztafecie 4 × 400 metrów oraz srebro na 400 metrów)
- srebrny medal halowych mistrzostw świata (bieg na 400 m, Sewilla 1991)
- brąz igrzysk olimpijskich (bieg na 400 m, Barcelona 1992)
- 2 medale mistrzostw świata (Stuttgart 1993, srebro w sztafecie 4 × 400 metrów i brąz na 400 metrów)
- 3. miejsce podczas Finału Grand Prix IAAF (bieg na 400 m, Paryż 1994)
- medalista mistrzostw Afryki (1990) i igrzysk afrykańskich (1991, 1995)[2]

## Rekordy życiowe
- bieg na 400 m – 44,18 (1992) rekord Kenii

Kitur, razem z kolegami z reprezentacji, jest także aktualnym rekordzistą kraju w sztafecie 4 × 400 metrów (2:59,63 1992)